# Luis Molina Arles
Luis Alfonso Molina Arles (Lima, 5 de agosto de 1949) es un abogado y político peruano. Fue alcalde del distrito de Miraflores desde el 1 de enero del 2019 hasta el 31 de diciembre del 2022.

## Biografía
Luis Molina nació en la ciudad de Lima el 5 de agosto de 1949.
Estudió la primaria y secundaria en el Colegio Champagnat. Posteriormente, ingresó a la Pontificia Universidad Católica del Perú donde estudió la carrera de Derecho y logró obtener el bachiller en 1973. 
Además se tituló en derecho y ciencias políticas en la Universidad Nacional San Luis Gonzaga de Ica. Cuenta con un diplomado en Gobernabilidad y Gerencia de la Universidad George Washington.
Fue presidente de la Comisión de regantes subsector de riego del Distrito de Surco en 2010. Asimismo fue asesor público del Congreso de la República en 2011 y además ejerció el cargo de vicepresidente del directorio del Sistema Metropolitano de La Solidaridad (Hospitales Solidarios) de la Municipalidad de Lima.

## Carrera política
Fue militante del partido Solidaridad Nacional liderado por Luis Castañeda Lossio y su primera participación en la política fue en las elecciones municipales del 2002 como candidato a regidor del distrito del distrito de Miraflores por Unidad Nacional, donde luego resultó elegido para el periodo 2003-2006. Fue reelegido en el cargo en el 2006 y en el 2010.
En las elecciones del 2014 postuló como alcalde de Miraflores por Solidaridad Nacional, quedando en segundo puesto y siendo superado por Jorge Muñóz.

### Alcalde de Miraflores
En las elecciones municipales del 2018, Molina fue elegido como alcalde de Miraflores para el periodo 2019-2023.
En mayo de 2019 renunció a Solidaridad Nacional debido al Caso OAS, donde estaba involucrado Luis Castañeda Lossio en su campaña del 2014.
En diciembre de 2021 fue confirmado como candidato a la alcaldía de Lima por Avanza País en las elecciones municipales de 2022. Sin embargo, fue excluido por el Jurado Nacional de Elecciones.